# 董
董（とう）は、漢姓の一つ。

## 中国の姓
2020年の中華人民共和国の第7回全国人口調査（国勢調査）に基づく姓氏統計によると中国で35番目に多い姓であり、721.25万人がいる。一方、台湾の2018年の統計では第64位で、42,487人がいる。

### 著名な人物
- 董翳 - 秦末の章邯の部将。
- 董仲舒 - 前漢の儒学者
- 董賢 - その眉目秀麗なる容姿から前漢哀帝の寵愛を受けた官人
- 董卓 - 後漢の政治家
- 董襲 - 後漢末期の武将。孫策・孫権に仕えた
- 董昭 - 後漢末期から三国時代にかけての政治家
- 董允 - 三国時代の蜀漢の政治家
- 董其昌 - 中国明代末期に活躍した文人
- 王妃董氏 - 鄭氏東寧初代王・鄭成功の正室、王妃
- 董恂 - 清末の官僚、能書家
- 董福祥 - 清朝末期の軍人・イスラム教徒
- 董作賓 - 甲骨学者。
- 董必武 - 中国共産党の政治家
- 董顕光 - 中華民国のジャーナリスト・政治家・外交官
- 董其武 - 中華民国、中華人民共和国の軍人・政治家
- 董釗 - 中華民国（台湾）の軍人
- 董存瑞 - 中国人民解放軍の軍人
- 董驃 - 中華人民共和国香港の競馬評論家・俳優である。本名は朱文彪。
- 董建華 - 香港の政治家、香港特別行政区の初代行政長官。
- 董橋 - インドネシア華僑の著作家。本名は董存爵
- 董文華 - 中華人民共和国の軍隊歌手
- 董卿 - 中華人民共和国の司会者
- 董敏莉 - 香港出身の歌手・女優
- 董方卓 - 中華人民共和国出身、元同国代表のサッカー選手
- 董思成 - 中華人民共和国出身の歌手、NCTのメンバー。活動名は「ウィンウィン」。

## 朝鮮の姓
董（とう、トン、朝: 동）は、朝鮮人の姓の一つである。

### 著名な人物
- 董文星（朝鮮語版） - 韓国の政治家、元束草市長。
- 董弘旭（朝鮮語版） - 韓国の公務員。
- トン・ヒョンベ（朝鮮語版） - 韓国の俳優。
- テヤン - 韓国の歌手、トン・ヒョンベの弟。本名はトン・ヨンベ。

### 氏族
本貫は広川董氏が大宗である。始祖は高麗末期に明国の接慰使をつとめ、栄州に定着した董承宣である。
| 氏族（地域） | 創始者                             | 人数（2015年） |
| ------------ | ---------------------------------- | -------------- |
| 開城董氏     |                                    | 21             |
| 慶山董氏     |                                    | 5              |
| 慶州董氏     |                                    | 163            |
| 慶川董氏     |                                    | 9              |
| 高霊董氏     |                                    | 6              |
| 果川董氏     |                                    | 5              |
| 光山董氏     |                                    | 8              |
| 広州董氏     |                                    | 1,206          |
| 広川董氏     | 前漢の董仲舒の43代目の子孫・董承宣 | 2,692          |
| 金海董氏     |                                    | 8              |
| 南山董氏     |                                    | 7              |
| 南原董氏     |                                    | 40             |
| 尼谷董氏     |                                    | 5              |
| 端川董氏     |                                    | 26             |
| 大邱董氏     |                                    | 11             |
| 東萊董氏     |                                    | 24             |
| 馬川董氏     |                                    | 8              |
| 密陽董氏     |                                    | 49             |
| 宝城董氏     |                                    | 88             |
| 舒川董氏     |                                    | 11             |
| 雪城董氏     |                                    | 48             |
| 永同董氏     |                                    | 12             |
| 栄州董氏     |                                    | 46             |
| 永川董氏     |                                    | 424            |
| 永春董氏     |                                    | 5              |
| 原州董氏     |                                    | 51             |
| 長水董氏     |                                    | 16             |
| 全州董氏     |                                    | 7              |
| 清道董氏     |                                    | 7              |
| 青海董氏     |                                    | 19             |
| 平海董氏     |                                    | 22             |
| 豊川董氏     |                                    | 214            |
| 漢陽董氏     |                                    | 15             |
| 黄州董氏     |                                    | 41             |

### 人口と割合
| 年度   | 人口    | 世帯数    | 順位         | 割合 |
| ------ | ------- | --------- | ------------ | ---- |
| 1960年 | 2,592人 |           | 258姓中120位 |      |
| 1985年 |         | 1,095世帯 | 274姓中122位 |      |
| 2000年 | 5,564人 |           |              |      |
| 2015年 | 5,462人 |           |              |      |